# سیارک ۴۳۶۵
سیارک ۴۳۶۵ (به انگلیسی: 4365 Ivanova، نامگذاری:1978VH8) چهار هزار و سیصد و شصت و پنجمین سیارک کشف شده‌است که در ۷ نوامبر ۱۹۷۸ کشف شد.
قدر مطلق سیارک برابر ۱۲٫۳۰ است.